# Egyptian Grammar
Egyptian Grammar: Being an Introduction to the Study of Hieroglyphs è una grammatica didattica della lingua egizia scritta da Alan Gardiner e pubblicata per la prima volta nel 1927 (II edizione 1950; III e ultima edizione, tuttora ristampata, 1957) dalla Oxford University Press.
Si compone di 33 lezioni sulla lingua e il sistema di scrittura dell'Antico Egitto, limitatamente alla lingua letteraria del Medio Regno, considerata già dagli Egizi stessi la lingua classica per eccellenza e quindi utilizzata come "lingua di tradizione", specialmente per i monumenti, anche nelle epoche successive della storia egizia. È forse la più approfondita grammatica del medio egizio ed è stata il principale mezzo di apprendimento della lingua fino all'apparizione di nuove grammatiche, come ad esempio quella di James Allen nel 2000, che beneficiavano degli studi sul verbo egizio di Hans Jakob Polotsky, ossia la cosiddetta teoria standard, che furono di particolare rilevanza nel miglioramento della comprensione dell'egizio; pur conservando ancora una certa utilità, soprattutto per la morfologia nominale e la lista di simboli, alla luce della attuale conoscenza della lingua appare oggi piuttosto datata per quanto riguarda le sezioni dedicate al verbo, in quanto precedente gli studi di Polotsky.
Di particolare importanza per la catalogazione dei segni è la lista di simboli (circa 700, conosciuti come Lista di Gardiner) contenuta nel volume, ancora oggi lista di riferimento per la lingua del Medio Regno.